# Dimitrie Cantemir
Dimitrie Cantemir (Falciu, Moldavija, 5. studenog 1673. – Dimitrovka, Rusija, 1. rujna 1723.) je bio rumunjski političar i povjesničar, moldavski knez, književnik, povjesničar, geograf, muzikolog, etnograf, kartograf i enciklopedist. Pisao je na rumunjskom, latinskom i turskom jeziku.
Pohađao je akademiju grčke patrijaršije u Carigradu. Kao moldavski knez (1710. – 1711.) urotio se protiv Turaka te se morao skloniti u Rusiju gdje je bio savjetnik Petra Velikog.
On je autor prvog rumunjskog romana kojeg obilježavaju satiričnost i alegoričnost, "Hijeroglifska povijest" (1705.), a koji opisuje zbivanja s početka 18. stoljeća. Veoma važno je i geografsko-etnografsko djelo "Opis Moldavske", no slavu mu je doneo "Povijest uspona i pada Dvora osmanskoga" koji opisuje povijest Turaka od 14. do 17. stoljeća.
Napisao je i I. dio "Kronike starine Rumunjo-Moldo-Vlaha", a ostatak nije uspio dovršiti.